# Evil Activities

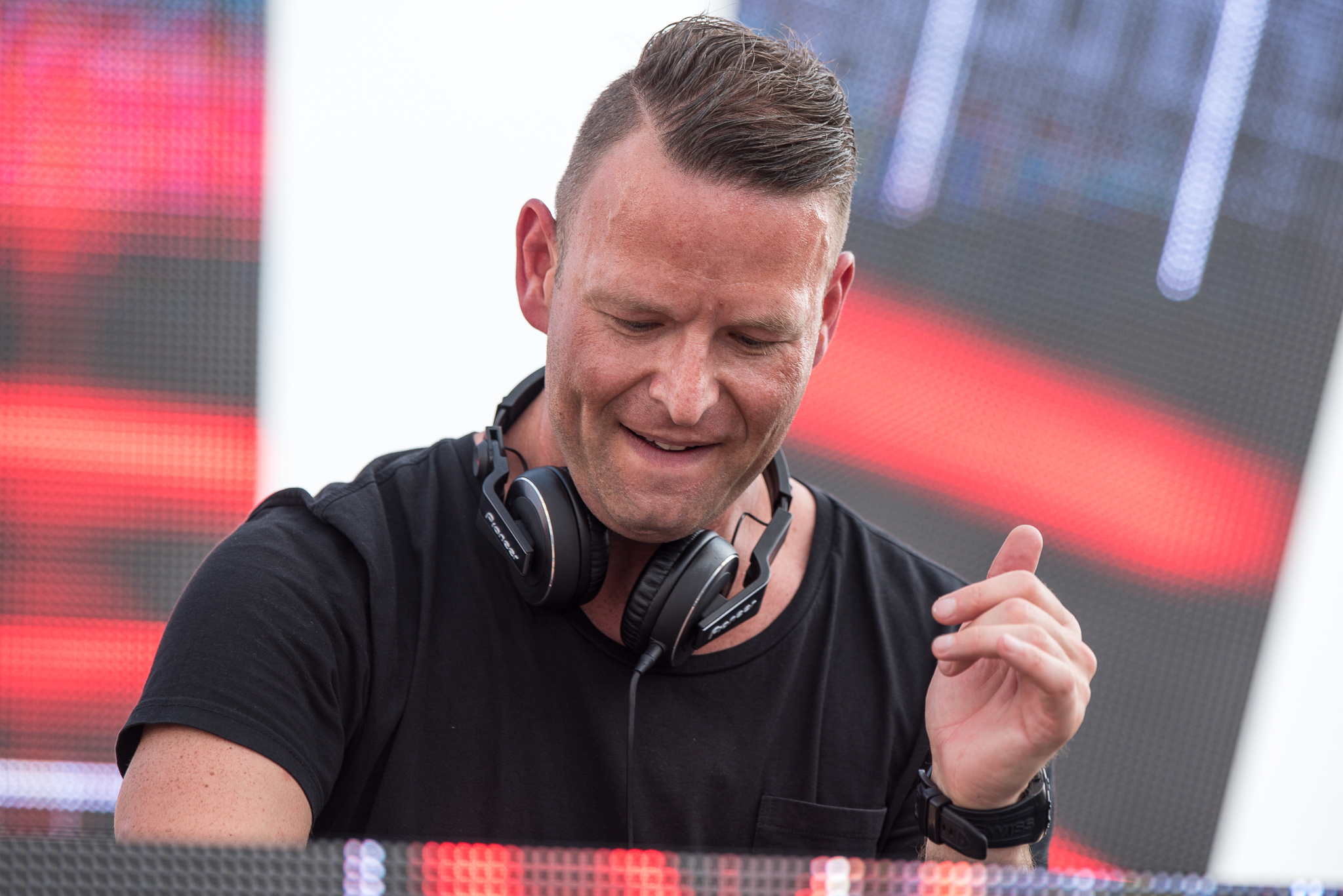
Kelly van Soest som Max Enforcer på den tyska festivalen Open Beatz 2016.

Evil Activities, artistnamn för Kelly van Soest, född 23 augusti 1979, är en nederländsk hardcore techno-producent och -DJ. Han går i hardstylekretsar under artistnamnet Max Enforcer. Vid Evil Activities livespelningar medverkar Jan Kramer (alias DJ Dazzler) och Niels van der Hau (alias Chaosphere).
van Soest bor i Rotterdam. Där lärde han känna Jeroen Streunding (alias DJ Neophyte) på vars skivmärke Neophyte Records han idag ger ut sin musik. Han blev känd på gabbercenen genom låtar som Be Quiet (tillsammans med DJ Panic) och Before Your Eyes (tillsammans med Endymion). Karaktäristiskt för Evil Activities musik är de lite gladare melodierna, ofta med dancecoremässiga toner, och samplad sång. En av hans mest kända låtar är Nobody Said It Was Easy, en cover på Coldplays The Scientist; sången framförs av Brad Grobler på den utgivna versionen, en bootleg finns dock med originalets sångspår.
van Soest är också medlem i andra grupper, bland annat Masters Of Ceremony (med Jeroen Streunding, Jarno Butter, Danny Greten och Niels van Hoeckel) och det antirasistiska projektet Hardcore United (med Angerfist, DJ Neophyte och DJ Outblast).
Som hardstyleproducent under pseudonymen Max Enforcer har han arbetat med artister som The Beholder (Jeroen Streunding) och remixat bland annat Hardstyle Masterz, D-Block & S-te-Fan, The Prophet och Deepack.